# ۳۷۹ (پیش از میلاد)
۳۷۹ (پیش از میلاد) ۳۷۹مین سال قبل از تقویم میلادی است.